# Bill Brown (cầu thủ bóng đá, sinh năm 1943)
William Frederick Thomas Brown (sinh ngày 7 tháng 2 năm 1943) là một cựu tiền đạo bóng đá người Anh. Các câu lạc bộ đã thi đấu bao gồm Portsmouth, Brentford và Gillingham, có hơn 100 lần ra sân tại Football League. Mặc dù có thời gian ở Football League, Brown lại có sự nghiệp dài tại Bóng đá non-league.

## Đời sống cá nhân
Tính đến tháng 10 năm 1969, Brown vận hành kinh doanh chuyên chở của ông. Tính đến năm 2014, ông đang sinh sống ở Essex.

## Sự nghiệp thi đấu
| Câu lạc bộ          | Mùa giải              | Giải đấu                         | Giải đấu | Giải đấu | Cúp FA | Cúp FA | League Cup | League Cup | Khác | Khác | Tổng | Tổng |
| Câu lạc bộ          | Mùa giải              | Hạng đấu                         | Trận     | Bàn      | Trận   | Bàn    | Trận       | Bàn        | Trận | Bàn  | Trận | Bàn  |
| ------------------- | --------------------- | -------------------------------- | -------- | -------- | ------ | ------ | ---------- | ---------- | ---- | ---- | ---- | ---- |
| Bedford Town        | 1965–66               | Southern League Premier Division | 35       | 13       | 6      | 1      | —          | —          | 11   | 3    | 42   | 17   |
| Gillingham          | 1965–66               | Third Division                   | 24       | 10       | —      | —      | —          | —          | —    | —    | 24   | 10   |
| Gillingham          | 1966–67               | Third Division                   | 41       | 9        | 2      | 0      | 5          | 1          | —    | —    | 48   | 10   |
| Gillingham          | 1967–68               | Third Division                   | 40       | 14       | 1      | 0      | 3          | 0          | —    | —    | 44   | 14   |
| Gillingham          | Tổng                  | Tổng                             | 105      | 33       | 3      | 0      | 8          | 1          | —    | —    | 116  | 34   |
| Portsmouth          | 1968–69               | Second Division                  | 8        | 2        | 0      | 0      | 1          | 0          | —    | —    | 9    | 2    |
| Brentford           | 1969–70               | Fourth Division                  | 4        | 0        | 0      | 0      | 0          | 0          | —    | —    | 4    | 0    |
| Bedford Town        | 1969–70               | Southern League First Division   | 8        | 1        | —      | —      | —          | —          | 5    | 0    | 13   | 1    |
| Bedford Town        | Tổng của Bedford Town | Tổng của Bedford Town            | 43       | 14       | 6      | 1      | —          | —          | 16   | 3    | 55   | 18   |
| Tổng cộng sự nghiệp | Tổng cộng sự nghiệp   | Tổng cộng sự nghiệp              | 160      | 49       | 9      | 1      | 9          | 0          | 16   | 3    | 194  | 53   |

1. ↑  6 trận và 3 bàn ở Eastern Professional Floodlit Competition, 4 lần ra sân ở Southern League Cup, 1 trận ở Huntingdonshire Premier Cup.
2. ↑  3 trận ở Eastern Professional Floodlit Competition, 2 lần ra sân ở Southern League Cup.